# Internationales Literaturfestival Bremen
Das Internationale Literaturfestival Bremen poetry on the road fand im Juni 2012 zum 13. Mal in Bremen statt und zählt neben dem Internationalen Literaturfestival Berlin zu den bedeutendsten Literaturfestivals Deutschlands. 
25 Autoren der Weltliteratur lesen an vielen Orten in der Stadt. Veranstalter sind die Hochschule Bremen und Radio Bremen mit zahlreichen Kooperationspartnern wie dem Theater Bremen, der Kunsthalle Bremen, der Shakespeare Company, dem Überseemuseum Bremen, der Handelskammer Bremen, dem Bremer Dom, dem Institut français, dem Paula Modersohn-Becker-Museum, dem Instituto Cervantes, der Kultourbahn, der Stadtwaage, dem Bremer Literaturkontor, dem Bremen4u-Café und dem Senator für Kultur.
Das Literaturfestival hat viele Sponsoren gefunden, die das Literaturfestival finanziell sowie materiell unterstützen. 